# Cosautlán de Carvajal
Cosautlán de Carvajal là một đô thị thuộc bang Veracruz, México. Năm 2005, dân số của đô thị này là 14724 người.